# Wijken en buurten in Noord-Beveland
De Nederlandse gemeente Noord-Beveland is voor statistische doeleinden onderverdeeld in wijken en buurten. De gemeente is verdeeld in de volgende statistische wijken:
- Wijk 00 Kortgene (CBS-wijkcode:169500)
- Wijk 01 Colijnsplaat (CBS-wijkcode:169501)
- Wijk 02 Kats (CBS-wijkcode:169502)
- Wijk 03 Kamperland (CBS-wijkcode:169503)
- Wijk 04 Wissenkerke (CBS-wijkcode:169504)
- Wijk 05 Geersdijk (CBS-wijkcode:169505)

Een statistische wijk kan bestaan uit meerdere buurten. Onderstaande tabel geeft de buurtindeling met kentallen volgens het Centraal Bureau voor de Statistiek (2008):
| CBS-buurtcode | Buurtnaam                      | Inwonertal | Opp. totaal (ha) | Opp. land (ha) | Ligging                |
| ------------- | ------------------------------ | ---------- | ---------------- | -------------- | ---------------------- |
| BU16950000    | Kortgene-Dorp                  | 1390       | 73               | 73             | Locatie in de gemeente |
| BU16950001    | Kortgene-Oost                  | 340        | 73               | 67             | Locatie in de gemeente |
| BU16950009    | Verspreide huizen Kortgene     | 130        | 1410             | 1410           | Locatie in de gemeente |
| BU16950100    | Colijnsplaat                   | 1470       | 97               | 86             | Locatie in de gemeente |
| BU16950109    | Verspreide huizen Colijnsplaat | 100        | 1413             | 1406           | Locatie in de gemeente |
| BU16950200    | Kats                           | 330        | 18               | 18             | Locatie in de gemeente |
| BU16950209    | Verspreide huizen Kats         | 90         | 944              | 942            | Locatie in de gemeente |
| BU16950300    | Kamperland                     | 1590       | 106              | 106            | Locatie in de gemeente |
| BU16950301    | Recreatiegebied Kamperland     | 190        | 73               | 72             | Locatie in de gemeente |
| BU16950309    | Verspreide huizen Kamperland   | 260        | 2877             | 2856           | Locatie in de gemeente |
| BU16950400    | Wissenkerke                    | 980        | 50               | 50             | Locatie in de gemeente |
| BU16950409    | Verspreide huizen Wissenkerke  | 100        | 1130             | 1099           | Locatie in de gemeente |
| BU16950500    | Geersdijk                      | 280        | 18               | 18             | Locatie in de gemeente |
| BU16950509    | Verspreide huizen Geersdijk    | 40         | 405              | 405            | Locatie in de gemeente |